# Leonhard Stärk
Leonhard Stärk (* 4. März 1959 in Nieder-Olm, Landkreis Mainz-Bingen in Rheinland-Pfalz) ist ein deutscher Jurist und Manager und war von 2007 bis Ende 2022 Landesgeschäftsführer des Bayerischen Roten Kreuzes (BRK).

## Leben
Nach dem Abitur an der Gustav-Stresemann-Wirtschaftsschule in Mainz und anschließender Ausbildung zum Bankkaufmann studierte Stärk zunächst einige Semester Betriebswirtschaftslehre in Mainz, bevor er von 1983 bis 1986 Rechtswissenschaften an der Ludwig-Maximilians-Universität München studierte und mit dem 1. Staatsexamen abschloss. Nach dem Referendariat und dem Abschluss des 2. Juristischen Staatsexamens im Jahre ging Stärk in die Wirtschaft zum Raumfahrtkonzern Dornier, anschließend arbeitete er für die Deutsche Telekom AG und Daimler Benz Aerospace. 1996 wechselte er zurück zur Telekom und besetzte diverse Vorstandsposten von Tochterunternehmen in Amsterdam, Berlin, Moskau und Paris. Ab 2002 leitete Stärk den Blutspendedienst des Bayerischen Roten Kreuzes (BRK), 2007 wurde er Landesgeschäftsführer des Bayerischen Roten Kreuzes (BRK). Am 28. Oktober 2022 wurde bekannt, dass er zum 31. Dezember 2022 aus dieser Position ausscheiden wird.
Stärk ist verheiratet und Vater von zwei Töchtern. Er lebt in Miesbach.